# Південна Корея на зимових Олімпійських іграх 2006
Південна Корея на зимових Олімпійських іграх 2006 у Турині була представлена 40 спортсменами (28 чоловіками і 12 жінками) у 9 видах спорту. Прапороносцем на церемонії відкриття Олімпіади стала ковзанярка Лі Бо Ра, а на церемонії закриття — шорт-трекістка Чон Да Х'є. Південнокорейські спортсмени здобули 11 медалей: 6 золотих, 3 срібні та 2 бронзові. При чому 10 медалей отримано у шорт-треку, а одна у ковзанярстві. Збірна Південної Кореї зайняла неофіційне 7-е загальнокомандне місце.

## Медалісти
| Медаль | Спортсмен                                                | Вид спорту          | Дисципліна         |
| ------ | -------------------------------------------------------- | ------------------- | ------------------ |
| Золото | Ан Хьон Су                                               | Шорт-трек           | 1000 м, чоловіки   |
| Золото | Ан Хьон Су                                               | Шорт-трек           | 1500 м, чоловіки   |
| Золото | Ан Хьон Су Лі Хо Сок О Се Джон Со Хо Джін Сон Сок У      | Шорт-трек           | естафета, чоловіки |
| Золото | Чін Сон Ю                                                | Шорт-трек           | 1000 м, жінки      |
| Золото | Чін Сон Ю                                                | Шорт-трек           | 1500 м, жінки      |
| Золото | Пьон Чхон Са Чхве Ин Гьон Чон Да Х'є Чін Сон Ю Кан Юн Мі | Шорт-трек           | естафета, жінки    |
| Срібло | Лі Хо Сок                                                | Шорт-трек           | 1000 м, чоловіки   |
| Срібло | Лі Хо Сок                                                | Шорт-трек           | 1500 м, чоловіки   |
| Срібло | Чхве Ин Гьон                                             | Шорт-трек           | 1500 м, жінки      |
| Бронза | Ан Хьон Су                                               | Шорт-трек           | 500 м, чоловіки    |
| Бронза | Лі Ган Сок                                               | Ковзанярський спорт | 500 м, чоловіки    |

| Медалі за видом спорту | Медалі за видом спорту | Медалі за видом спорту | Медалі за видом спорту | Медалі за видом спорту |
| ---------------------- | ---------------------- | ---------------------- | ---------------------- | ---------------------- |
| Вид                    | 1                      | 2                      | 3                      | Всього                 |
| Ковзанярський спорт    | 0                      | 0                      | 1                      | 1                      |
| Шорт-трек              | 6                      | 3                      | 1                      | 10                     |
| Всього                 | 6                      | 3                      | 2                      | 11                     |

## Спортсмени
| Вид спорту          | Чоловіки | Жінки | Всього |
| ------------------- | -------- | ----- | ------ |
| Гірськолижний спорт | 3        | 1     | 4      |
| Біатлон             | 1        | 0     | 1      |
| Лижні перегони      | 7        | 6     | 13     |
| Фристайл            | 0        | 1     | 1      |
| Санний спорт        | 1        | 0     | 1      |
| Шорт-трек           | 5        | 5     | 10     |
| Скелетон            | 1        | 0     | 1      |
| Стрибки з трампліна | 4        | 0     | 4      |
| Ковзанярський спорт | 8        | 6     | 14     |
| Total               | 42       | 18    | 60     |

## Біатлон
| Спортсмен  | Дисципліна                       | Час       | Промахи | Місце |
| ---------- | -------------------------------- | --------- | ------- | ----- |
| Парк Юн Бе | спринт, чоловіки                 | 31:29.5   | 3       | 80    |
| Парк Юн Бе | індивідуальні перегони, чоловіки | 1:07:03.4 | 6       | 81    |

## Гірськолижний спорт
| Спортсмен      | Дисципліна                   | Спуск 1      | Спуск 2           | Разом             | Місце             |                   |
| -------------- | ---------------------------- | ------------ | ----------------- | ----------------- | ----------------- | ----------------- |
| Ганг Мін Хьок  | гігантський слалом, чоловіки | не фінішував | не фінішував      | не фінішував      | не фінішував      | не фінішував      |
| Ганг Мін Хьок  | слалом, чоловіки             | 58.53        | дискваліфікований | дискваліфікований | дискваліфікований | дискваліфікований |
| Кім Хьон Чхоль | гігантський слалом, чоловіки | 1:26.09      | 1:26.37           | n/a               | 2:52.46           | 28                |
| Кім Ву Сон     | гігантський слалом, чоловіки | не фінішував | не фінішував      | не фінішував      | не фінішував      | не фінішував      |
| О Дже Йон      | гігантський слалом, жінки    | 1:08.22      | 1:16.25           | n/a               | 2:24.47           | 33                |
| О Дже Йон      | слалом, жінки                | 48.07        | 53.77             | n/a               | 1:41.84           | 41                |

## Ковзанярський спорт
| Спортсмен      | Дисципліна             | Попередній раунд | Попередній раунд | Фінал   | Фінал |
| Спортсмен      | Дисципліна             | Час              | Місце            | Час     | Місце |
| -------------- | ---------------------- | ---------------- | ---------------- | ------- | ----- |
| Чой Дже Бон    | 500 метрів (чоловіки)  | 35.61            | 35.43            | 1:11.04 | 8     |
| Чой Дже Бон    | 1000 метрів (чоловіки) | n/a              | n/a              | 1:10.23 | 17    |
| Гвон Сун Чхон  | 500 метрів (чоловіки)  | 58.66            | 36.13            | 1:34.79 | 37    |
| Лі Джін Ву     | 1500 метрів (чоловіки) | n/a              | n/a              | 1:49.85 | 28    |
| Лі Чон Ву      | 1500 метрів (чоловіки) | n/a              | n/a              | 1:48.11 | 14    |
| Лі Ган Сок     | 500 метрів (чоловіки)  | 35.34            | 35.09            | 1:10.43 |       |
| Лі Ган Сок     | 1000 метрів (чоловіки) | n/a              | n/a              | 1:10.52 | 22    |
| Лі Гю Хьок     | 500 метрів (чоловіки)  | 35.76            | 35.62            | 1:11.38 | 17    |
| Лі Гю Хьок     | 1000 метрів (чоловіки) | n/a              | n/a              | 1:09.37 | 4     |
| Мун Джун       | 1000 метрів (чоловіки) | n/a              | n/a              | 1:10.66 | 24    |
| Мун Джун       | 1500 метрів (чоловіки) | n/a              | n/a              | 1:48.38 | 16    |
| Йо Сан Йоп     | 5000 метрів (чоловіки) | n/a              | n/a              | 6:58.13 | 28    |
| Чой Сеунг Йонг | 500 метрів (жінки)     | 39.65            | 39.37            | 1:19.02 | 18    |
| Кім Ю Рім      | 500 метрів (жінки)     | 39.57            | 39.68            | 1:19.25 | 20    |
| Кім Ю Рім      | 1000 метрів (жінки)    | n/a              | n/a              | 1:18.77 | 28    |
| Лі Бо Ра       | 500 метрів (жінки)     | 40.01            | 39.72            | 1:19.73 | 25    |
| Лі Бо Ра       | 1000 метрів (жінки)    | n/a              | n/a              | 1:21.19 | 34    |
| Лі Джу Йон     | 1000 метрів (жінки)    | n/a              | n/a              | 1:18.66 | 26    |
| Лі Джу Йон     | 1500 метрів (жінки)    | n/a              | n/a              | 2:00.85 | 16    |
| Лі Сан Хва     | 500 метрів (жінки)     | 38.35            | 38.69            | 1:17.04 | 5     |
| Лі Сан Хва     | 1000 метрів (жінки)    | n/a              | n/a              | 1:17.78 | 19    |
| Но Сон Йон     | 1500 метрів (жінки)    | n/a              | n/a              | 2:03.35 | 32    |
| Но Сон Йон     | 3000 метрів (жінки)    | n/a              | n/a              | 4:15.68 | 19    |

## Лижні перегони
Дистанційні перегони
| Спортсмен     | Дисципліна                                | Фінал         | Фінал         | Фінал |
| Спортсмен     | Дисципліна                                | Час           | Місце         |       |
| ------------- | ----------------------------------------- | ------------- | ------------- | ----- |
| Чой Ім Хон    | 15 км класичним стилем (чоловіки)         | 46:21.7       | 78            |       |
| Чой Ім Хон    | гонка переслідування, 30 км (чоловіки)    | не фінішував  | не фінішував  |       |
| Чон Уй Мьон   | 15 км класичним стилем (чоловіки)         | 46:40.8       | 80            |       |
| Чон Уй Мьон   | гонка переслідування, 30 км (чоловіки)    | не фінішував  | не фінішував  |       |
| Чон Уй Мьон   | мас-старт 50 км вільним стилем (чоловіки) | не фінішував  | не фінішував  |       |
| Парк Бьон Джу | 15 км класичним стилем (чоловіки)         | 46:38.9       | 79            |       |
| Парк Бьон Джу | гонка переслідування, 30 км (чоловіки)    | не фінішував  | не фінішував  |       |
| Лі Чхе Вон    | 10 км класичним стилем (жінки)            | 32:57.8       | 62            |       |
| Лі Чхе Вон    | гонка переслідування, 15 км (жінки)       | 49:01.2       | 57            |       |
| Лі Чхе Вон    | 30 км вільним стилем (жінки)              | не фінішувала | не фінішувала |       |

Спринт
| Спортсмен                | Дисципліна                 | Кваліфікація | Кваліфікація | Чвертьфінал | Чвертьфінал | Півфінал   | Півфінал   | Фінал      | Фінал |
| Спортсмен                | Дисципліна                 | Час          | Місце        | Час         | Місце       | Час        | Місце      | Час        | Місце |
| ------------------------ | -------------------------- | ------------ | ------------ | ----------- | ----------- | ---------- | ---------- | ---------- | ----- |
| Чон Уй Мьон              | спринт, чоловіки           | 2:35.39      | 76           | не пройшов  | не пройшов  | не пройшов | не пройшов | не пройшов | 76    |
| Парк Бьон Джу            | спринт, чоловіки           | 2:28.85      | 63           | не пройшов  | не пройшов  | не пройшов | не пройшов | не пройшов | 63    |
| Лі Чхе Вон               | спринт, жінки              | 2:35.47      | 64 Q         | не пройшла  | не пройшла  | не пройшла | не пройшла | не пройшла | 64    |
| Чой Ім Хон Парк Бьон Джу | командний спринт, чоловіки | n/a          | n/a          | n/a         | n/a         | 19:40.0    | 10         | не пройшли | 19    |

## Санний спорт
| Спортсмен  | Дисципліна         | Спуск 1 | Спуск 2 | Спуск 3 | Спуск 4 | Разом    | Разом |
| Спортсмен  | Дисципліна         | Час     | Час     | Час     | Час     | Час      | Місце |
| ---------- | ------------------ | ------- | ------- | ------- | ------- | -------- | ----- |
| Кім Мін Кю | одиночки, чоловіки | 53.748  | 54.961  | 53.528  | 53.344  | 3:35.581 | 29    |

## Скелетон
| Спортсмен   | Дисципліна | Спуск 1 | Спуск 1 | Спуск 2 | Спуск 2 | Разом   | Разом |
| Спортсмен   | Дисципліна | Час     | Місце   | Час     | Місце   | Час     | Місце |
| ----------- | ---------- | ------- | ------- | ------- | ------- | ------- | ----- |
| Кан Гван Бе | чоловіки   | 1:00.41 |         | 59.88   |         | 2:00.29 | 23    |

## Стрибки з трампліна
| Спортсменка                                       | Дисципліна                           | Кваліфікація | Кваліфікація | Перший раунд | Перший раунд | Фінал      | Фінал      | Фінал |
| Спортсменка                                       | Дисципліна                           | Бали         | Місце        | Бали         | Місце        | Бали       | Разом      | Місце |
| ------------------------------------------------- | ------------------------------------ | ------------ | ------------ | ------------ | ------------ | ---------- | ---------- | ----- |
| Чхве Хин Чхоль                                    | нормальний трамплін                  | 104.0        | 36           | не пройшов   | не пройшов   | не пройшов | не пройшов | 36    |
| Чхве Хин Чхоль                                    | великий трамплін                     | 85.4         | 23 Q         | 65.3         | 47           | не пройшов | не пройшов | 47    |
| Чхве Со У                                         | нормальний трамплін                  | 104.0        | 36           | не пройшов   | не пройшов   | не пройшов | не пройшов | 36    |
| Чхве Со У                                         | великий трамплін                     | 22.8         | 53           | не пройшов   | не пройшов   | не пройшов | не пройшов | 53    |
| Кан Чхиль Гу                                      | нормальний трамплін                  | 96.5         | 44           | не пройшов   | не пройшов   | не пройшов | не пройшов | 44    |
| Кан Чхиль Гу                                      | великий трамплін                     | 58.8         | 45           | не пройшов   | не пройшов   | не пройшов | не пройшов | 45    |
| Кім Хьон Гі                                       | нормальний трамплін                  | 107.5        | 30 Q         | 104.5        | 43           | не пройшов | не пройшов | 43    |
| Кім Хьон Гі                                       | великий трамплін                     | 75.3         | 32 Q         | 84.4         | 39           | не пройшов | не пройшов | 39    |
| Чхве Хин Чхоль Чхве Со У Кан Чхиль Гу Кім Хьон Гі | командні змагання (великий трамплін) | n/a          | n/a          | 321.15       | 13           | не пройшли | не пройшли | 13    |

## Фристайл
Могул
| Спортсмен  | Дисципліна | Кваліфікація | Кваліфікація | Фінал      | Фінал |
| Спортсмен  | Дисципліна | Бали         | Місце        | Бали       | Місце |
| ---------- | ---------- | ------------ | ------------ | ---------- | ----- |
| Юн Чхе Рін | жінки      | 7.07         | 30           | не пройшла | 30    |

## Шорт-трек
| Спортсмен                                                | Дисципліна                 | Попередній заїзд | Попередній заїзд | Чвертьфінал      | Чвертьфінал      | Півфінал         | Півфінал         | Фінал            | Фінал            |
| Спортсмен                                                | Дисципліна                 | Час              | Місце            | Час              | Місце            | Час              | Місце            | Час              | Місце            |
| -------------------------------------------------------- | -------------------------- | ---------------- | ---------------- | ---------------- | ---------------- | ---------------- | ---------------- | ---------------- | ---------------- |
| Ан Хьон Су                                               | 500 м (чоловіки)           | 42.960           | 1 Q              | 42.213           | 1 Q              | 41.826           | 1 Q              | 42.089           | Bronze           |
| Ан Хьон Су                                               | 1000 м (чоловіки)          | 1:27.372         | 1 Q              | 1:29.671         | 1 Q              | 1:27.909         | 1 Q              | 1:26.739 OR      | Gold             |
| Ан Хьон Су                                               | 1500 м (чоловіки)          | 2:29.808         | 1 Q              | n/a              | n/a              | 2:17.718         | 1 Q              | 2:25.341         | Gold             |
| Лі Хо Сок                                                | 500 м (чоловіки)           | 42.676           | 1 Q              | 1:22.896         | 4                | не пройшов       | не пройшов       | не пройшов       | не пройшов       |
| Лі Хо Сок                                                | 1000 м (чоловіки)          | 1:35.634         | 1 Q              | 1:27.265         | 1 Q              | 1:29.150         | 1 Q              | 1:26.764         | Silver           |
| Лі Хо Сок                                                | 1500 м (чоловіки)          | 2:31.511         | 1                | n/a              | n/a              | 2:20.901         | 2                | 2:25.600         | Silver           |
| Со Хо Джін                                               | 500 м (чоловіки)           | Disqualified     | Disqualified     | Disqualified     | Disqualified     | Disqualified     | Disqualified     | Disqualified     | Disqualified     |
| Ан Хьон Су Лі Хо Сок О Се Джон Со Хо Джін Сон Сок У      | естафета 5000 м (чоловіки) | n/a              | n/a              | n/a              | n/a              | 7:01.783         | 2                | 6:43.376 OR      | Gold             |
| Чін Сон Ю                                                | 500 м (жінки)              | 45.954           | 1 Q              | 46.428           | 3                | не пройшла       | не пройшла       | не пройшла       | не пройшла       |
| Чін Сон Ю                                                | 1000 м (жінки)             | 1:31.504         | 1 Q              | 1:33.351         | 1 Q              | 1:32.546         | 1 Q              | 1:32.859         | Gold             |
| Чін Сон Ю                                                | 1500 м (жінки)             | 2:29.731         | 1 Q              | n/a              | n/a              | 2:31.747         | 1 Q              | 2:23.494         | Gold             |
| Кан Юн Мі                                                | 500 м (жінки)              | 45.755           | 2 Q              | дискваліфікована | дискваліфікована | дискваліфікована | дискваліфікована | дискваліфікована | дискваліфікована |
| Чхве Ин Гьон                                             | 1000 м (жінки)             | 1:38.414         | 1 Q              | 1:32.875         | 1 Q              | 1:32.099         | 1 Q              | дискваліфікована | дискваліфікована |
| Чхве Ин Гьон                                             | 1500 м (жінки)             | 2:37.862         | 2 Q              | n/a              | n/a              | 2:22.776         | 1 Q              | 2:24.069         | Silver           |
| Пьон Чхон Са                                             | 1500 м (жінки)             | 2:41.411         | 2 Q              | n/a              | n/a              | 2:26.915         | 1 Q              | дискваліфікована | дискваліфікована |
| Пьон Чхон Са Чхве Ин Гьон Чон Да Х'є Чін Сон Ю Кан Юн Мі | естафета 5000 м (жінки)    | n/a              | n/a              | n/a              | n/a              | 4:18.854         | 1st              | 4:17.040         | Gold             |